# Balbina Herrera
Balbina Herrera (ur. 24 września 1954 w Panamie) – panamska polityk, przewodnicząca parlamentu od 1994 do 1995, minister mieszkalnictwa w latach 2004-2008. Przewodnicząca Rewolucyjnej Partii Demokratycznej i kandydatka w wyborach prezydenckich w 2009.

## Życiorys
Balbina Herrera jest absolwentką inżynierii rolnictwa na Uniwersytecie Panamskim. W czasie studiów należała do Panamskiej Federacji Studentów. W latach 1986–1989 była wykładowcą Uniwersytetu Panamskiego. Swoją karierę polityczną rozpoczęła w 1979, kiedy wstąpiła do Rewolucyjnej Partii Demokratycznej (PRD, Partido Revolucionario Democrático). Od 1984 do 1989 zajmowała stanowisko burmistrza okręgu San Migelito.
Od 1 września 1989 do 31 sierpnia 2004, z ramienia PRD, zasiada w Zgromadzeniu Narodowym Panamy. W latach 1994–1995 pełniła funkcję przewodniczącej parlamentu. W latach 1999–2008 była przewodniczącą PRD. 9 marca 2008 ponownie stanęła na czele tej partii. Od 1 września 2004 do 7 kwietnia 2008 zajmowała stanowisko ministra mieszkalnictwa w gabinecie prezydenta Martína Torrijosa.
Herrera zrezygnowała ze stanowiska w rządzie, by skoncentrować się na przygotowaniach do prawyborów w PRD, które miały wyłonić kandydata partii w wyborach prezydenckich w maju 2009. Jej głównym rywalem był burmistrz Panamy, Juan Carlos Navarro. W paryjnych prawyborach 7 września 2008, Herrera pokonała Navarro, zdobywając prawie 49% głosów delegatów i w ten sposób została kandydatką PRD w wyborach prezydenckich.
W wyborach prezydenckich 3 maja 2009 Balbina Herrera przegrała z kandydatem prawicowej opozycji, Ricardem Martinellim. Zdobyła niecałe 37% głosów poparcia, podczas gdy jej rywał uzyskał prawie 61% głosów.